# Taylor Dooley
Taylor Marie Dooley är en amerikansk skådespelerska som föddes 26 februari 1993 i Grosse Pointe i Michigan. 

## Filmografi
- 2005 - På äventyr med Sharkboy och Lavagirl
- 2006 - Whitepaddy
- 2006 - Apology
- 2006 - Monster Night